# Тайяб Мехта
Тайяб Мехта (англ. Tyeb Mehta; 26 июля 1925, Кападвандж, Британская Индия — 2 июля 2009, Мумбаи, Индия) — индийский художник, модернист, скульптор и режиссёр. Один из основоположников современной индийской живописи и один из самых дорогих художников страны. Считается классиком современной индийской живописи.

## Биография
Начальное образование получил в родном городе Кападвандж (ныне территория штата Гуджарат). Позже перебрался в Бомбей (нынешний Мумбаи), где получил среднее образование.
В 1947 году был одним из основателей и членом Бомбейской группы прогрессивных художников (Bombay Progressive Artists' Group), в которую входили Ф. Н. Соуза, Сайед Хайдер Раза и М. Ф. Хусейн. Группа вдохновлялась работами западных модернистов.
В 1952 году окончил Школу искусств Джей-Джей. Некоторое время работал редактором кинолаборатории в Болливуде.
В 1959 году перебрался в Лондон, где под влиянием экспрессионизма начался новый этап творчества Т. Мехта. В 1964 году переехал в Нью-Йорк, где в 1968 году получил стипендию Рокфеллера. Работая в США Т. Мехта увлекся минимал-артом.
По возвращении в Индию снова поселился в Мумбаи. Здесь снял короткометражную киноленту Koodal, отмеченную в 1970 году премией «Filmfare Awards» (индийский аналог премии «Оскар»).

## Творчество
Начало активного творчества Т. Мехта началось в середине 1940-х годов, продолжилось в Великобритании и США (1950—1960-е годы). В 1965 году им создана значимая работа «Падающая фигура», основой которой является индийская мифология.
Для его стиля было характерно частое использование диагональных линий, кроме того, он переосмысливал образы индийской мифологии в духе модернизма.
В 1970-е годы он создал «Диагональную серию». Самой известной картиной серии является «Празднование».
Картины художника долгое время держали рекорд самой высокой цены, за которую произведения индийской живописи когда-либо продавались на аукционе Кристис (триптих «Celebration» («Праздник»), 317 500 долларов США или 15 миллионов индийских рупий) в 2002 году. В 2005-м его «Gesture» («Жест») выручила вдвое больше на торгах в Индии. В мае 2005 года его картина «Kali» была продана за 10 миллионов индийских рупий (приблизительно 230 000 долларов США) на онлайн-аукционе индийского аукционного дома Saffronart. В 2008 году одна из его картин продана за 2 миллиона долларов.
В 2008 году две его работы вошли в топ-10 самых дорогих работ современных индийских художников.
Умер в результате инфаркта миокарда.